# 1262 هـ
1262 هـ هي سنة في التقويم الهجري امتدت مقابلةً في التقويم الميلادي بين سنتي 1845 و1846.

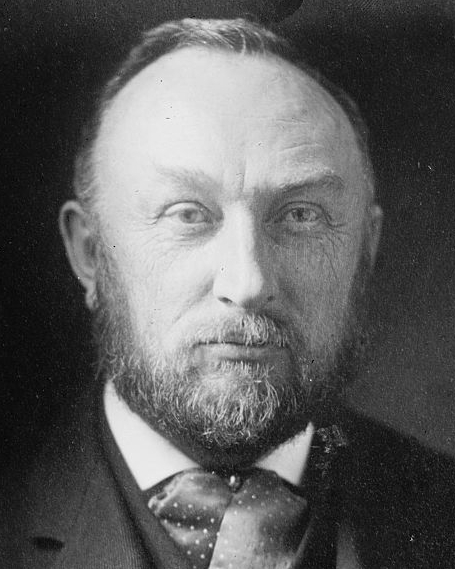
إدوارد تشارلز بيكرنج

## أحداث
- الأمام فيصل بن تركي يقدم العزاء لأبن صديقه على وفاة عبد الله الرشيد رحمهم الله.

## مواليد
- إبراهيم المويلحي
- إدوارد تشارلز بيكرنج
- الشيخ قاسم القسام
- بطرس غالي
- جاستون ماسبيرو
- ستانسلاس جويار
- عبد الله البهبهاني
- عبده الحامولي

## وفيات
- أحمد أفندي الزند
- وصال الشيرازي
- إبراهيم الموسوي القزويني